# Барашево (28653462126)
Барашево (рос. Барашево) — селище в Старицькому районі Тверської області Російської Федерації.
Населення становить 6 осіб. Входить до складу муніципального утворення сільське поселення станція Стариця.

## Історія
Від 2005 року входить до складу муніципального утворення сільське поселення станція Стариця. Раніше населений пункт належав до Старицького сільського округу.

## Населення
| 2008 | 2010 |
| ---- | ---- |
| 8    | ↘6   |